# Jerzy Kilanowicz
Jerzy Kilanowicz pseud. Maciek (ur. 29 lipca 1918, zm. 7 sierpnia 1978 w Warszawie) – działacz komunistyczny, uczestnik II wojny światowej w szeregach GL-AL, oficer aparatu bezpieczeństwa, pułkownik WP.

## Życiorys

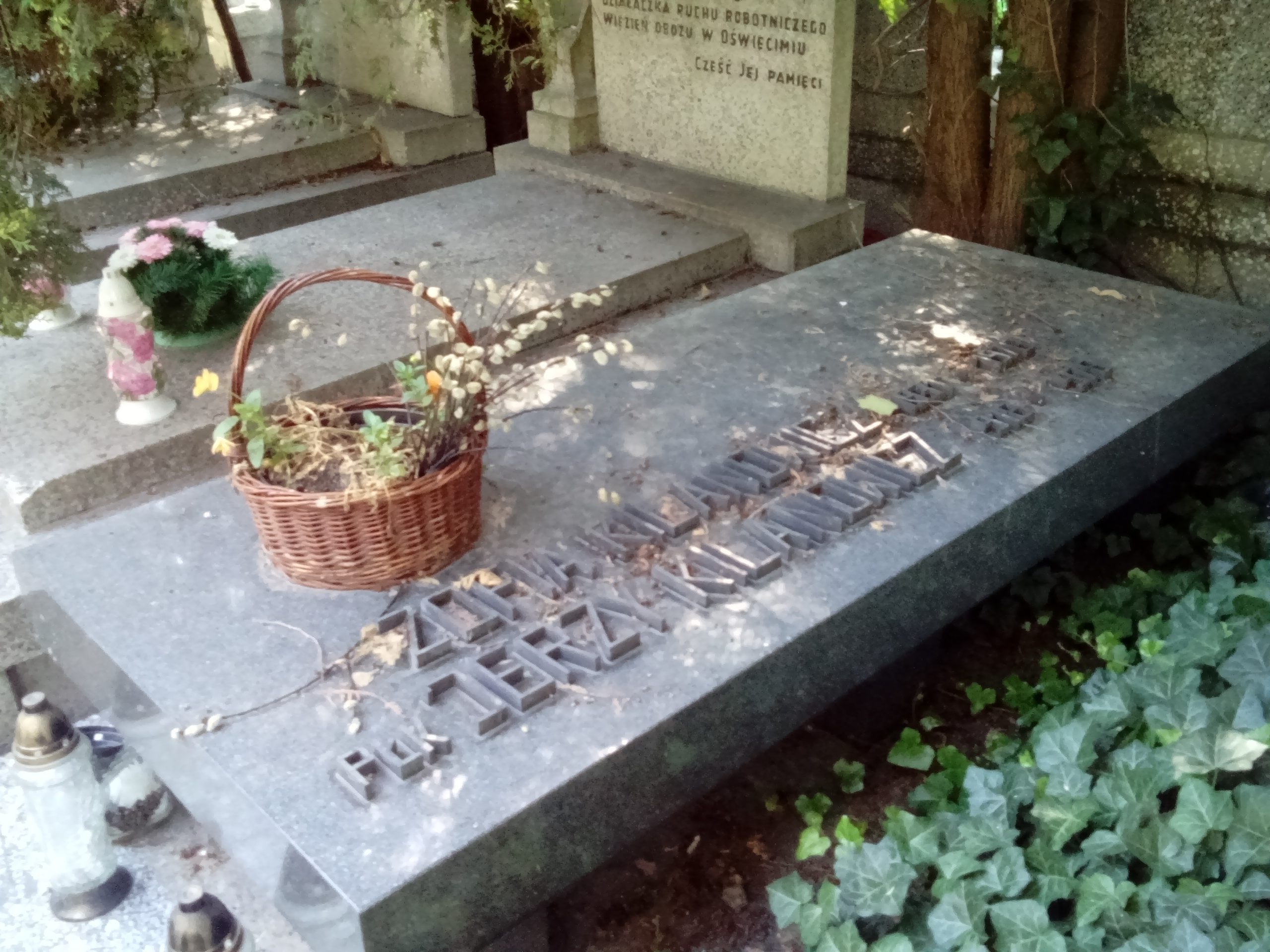
Grób Jerzego Kilanowicza na Cmentarzu Wojskowym na Powązkach

Syn Szczepana i Antoniny z domu Sołtysiak, brat Stefana znanego jako Grzegorz Korczyński . Uczył się w V Gimnazjum Męskim Magistratu m.st. Warszawy, z powodu śmierci ojca przerwał naukę w 1933 i podjął pracę w Fabryce Samochodów Ciężarowych „Ursus”. Następnie pracował w sektorze budowlanym, prowadził skład węgla i próbował handlu warzywami. W drugiej połowie lat 30. działał w KZMP.
Po wybuchu II wojny światowej nie brał udziału w walkach, zajął się nielegalnym handlem. W dalszym ciągu utrzymywał kontakty ze środowiskiem komunistycznym, co zakończyło się jego aresztowaniem wiosną 1942. Początkowo był przetrzymywany w więzieniu w Białymstoku, następnie został przewieziony na Pawiak. Z więzienia został zwolniony pod koniec 1942 i wstąpił do Gwardii Ludowej i PPR. Wspólnie z bratem organizował oddział partyzancki GL-AL im. Tadeusza Kościuszki na Lubelszczyźnie. 
Od 1943 był oficerem Sztabu Głównego GL–AL, w styczniu 1944 Wydziału VI Sztabu Głównego Armii Ludowej, który zajmował się działalnością wywiadowczą i kontrwywiadowczą. Od lipca 1944 był szefem bezpieczeństwa Obwodu II AL. Przedostał się do Lublina, gdzie wstąpił w struktury Milicji Obywatelskiej i objął stanowisko szefa Wydziału Kryminalnego Służby Śledczej. 30 marca 1945 objął dowództwo nad Grupą Operacyjną Pomorze Zachodnie, która organizowała placówki bezpieczeństwa publicznego w Pile, Szczecinie oraz Koszalinie. Od 10 kwietnia do 24 lipca 1945 pełnił funkcję szefa WUBP w Szczecinie. 1 stycznia 1946 został przeniesiony do Warszawy na stanowisko p.o. naczelnika Wydziału V Departamentu I MBP.
29 marca 1947 r. został przeniesiony do Głównego Zarządu Politycznego Wojska Polskiego i objął funkcję szefa Informacji Marynarki Wojennej. Został pociągnięty do odpowiedzialności za przypadki dezercji, którym nie zdołał zapobiec i 1949 odwołany z zajmowanego stanowiska. w lipcu został skierowany do pracy w Wyższej Szkole Piechoty, a następnie w Akademii Sztabu Generalnego WP im. gen. broni Karola Świerczewskiego. W sierpniu poprosił o zwolnienie ze służby wojskowej motywując to przyczynami osobistymi. 27 grudnia 1949 został przeniesiony do rezerwy.
Znalazł zatrudnienie w Biurze Kontroli Państwowych Gospodarstw Rolnych, ale już 26 maja 1950 został aresztowany pod zarzutem współpracy z Gestapo. W areszcie spędził kilka lat, dopiero w październiku 1954 został oczyszczony z zarzutów i uwolniony. Został zatrudniony na stanowisku wicedyrektora w Centralnym Zarządzie Żeglugi Śródlądowej, później był prezesem Krajowego Związku Spółdzielni Sprzętu Medycznego, a następnie dyrektorem Wojewódzkiej Zbiornicy Przemysłowych Surowców Wtórnych. 12 lutego 1958 powrócił do służby w ludowym Wojsku Polskim na stanowisko szefa Wydziału I Oddziału II Zarządu II SG.
W tym samym roku został mianowany attaché morskim w Kanadzie i attaché wojskowym, morskim i lotniczym w Egipcie i Libanie. Do Polski powrócił w 1967, na początku 1968 został przeniesiony do rezerwy. W 1971 brał udział w przemycaniu z Niemiec wartościowych przedmiotów (tzw. afera „Zalew”), dzięki której wzbogacili się wysoko postawieni funkcjonariusze służb bezpieczeństwa PRL. W 1974 został objęty inwigilacją, gdyż związał się z grupą przemytników dzieł sztuki.
Pochowany na wojskowych Powązkach (kwatera C35-4-3).

## Życie prywatne
W 1942 ożenił się z Wiktorią z domu Stateczną, która zmarła w 1950. Następnie zawarł związek małżeński z Zofią z domu Murawską, z którą miał dwoje dzieci.

## Odznaczenia
Był odznaczony: 
- Krzyżem Walecznych,
- Krzyżem Partyzanckim,
- Krzyżem Komandorskim Orderu Odrodzenia Polski,
- Orderem Krzyża Grunwaldu III klasy i
- Złotym Krzyżem Zasługi (15 listopada 1946)[11].
- Srebrnym Krzyżem Zasługi,
- Brązowym Medalem „Siły Zbrojne w Służbie Ojczyzny” (1958 r.),
- Srebrnym Medalem „Siły Zbrojne w Służbie Ojczyzny” (1963 r.),
- Brązowym Medalem „Za zasługi dla obronności kraju” (1967 r.).